# 738
738（七百三十八、七三八、ななひゃくさんじゅうはち）は自然数、また整数において、737の次で739の前の数である。

## 性質
- 738は合成数である。約数は 1, 2, 3, 6, 9, 18, 41, 82, 123, 246, 369, 738 である。
  - 約数の和は1638。
    - 179番目の過剰数である。1つ前は736、次は740。

  - 素数を除いて σ(n) − n が平方数になる38番目の数である。1つ前は688、次は791。ただしσは約数関数。(オンライン整数列大辞典の数列 A048699)
- 174番目のハーシャッド数である。1つ前は736、次は756。
  - 18を基としたとき13番目のハーシャッド数である。1つ前は684、次は756。
- 1/738 = 0.001355… (下線部は循環節で長さは5)
  - 逆数が循環小数になる数で循環節が5になる15番目の数である。1つ前は656、次は813。
- 各位の和が18になる30番目の数である。1つ前は729、次は747。
- 738 = 32 + 272
  - 異なる2つの平方数の和で表せる218番目の数である。1つ前は733、次は740。(オンライン整数列大辞典の数列 A004431)
  - 738 = 93 + 9
    - n = 9 のときの n3 + n の値とみたとき1つ前は520、次は1010。(オンライン整数列大辞典の数列 A034262)
- 738 = 42 + 192 + 192 = 72 + 82 + 252 = 72 + 172 + 202 = 92 + 92 + 242 = 112 + 162 + 192 = 132 + 132 + 202
  - 3つの平方数の和6通りで表せる48番目の数である。1つ前は737、次は741。(オンライン整数列大辞典の数列 A025326)
  - 738 = 72 + 82 + 252 = 72 + 172 + 202 = 112 + 162 + 192
    - 異なる3つの平方数の和3通りで表せる81番目の数である。1つ前は733、次は740。(オンライン整数列大辞典の数列 A025341)
- 738 = 13 + 23 + 93
  - 3つの正の数の立方数の和1通りで表せる95番目の数である。1つ前は736、次は745。(オンライン整数列大辞典の数列 A025395)
  - 異なる3つの正の数の立方数の和1通りで表せる48番目の数である。1つ前は736、次は755。(オンライン整数列大辞典の数列 A025399)
  - n = 3 のときの 1n + 2n + 9n の値とみたとき1つ前は86、次は6578。(オンライン整数列大辞典の数列 A074505)
- 738 = 2 × 32 × 41
  - 3つの異なる素因数の積で p2 × q × r の形で表せる54番目の数である。1つ前は735、次は740。(オンライン整数列大辞典の数列 A085987)

## その他 738 に関連すること
- 西暦738年
- 紀元前738年
- ボーイング737-800の略称。
- 北日本放送富山AM局、琉球放送那覇AM局のラジオ周波数は、738kHz。
- AM 738 4toは、アイスランドの写本。
- メリーランド (USS Maryland, SSBN-738) は、アメリカ海軍のオハイオ級原子力潜水艦。
- 738 × 10−2 = 7.38 は e2 の数字列である。(オンライン整数列大辞典の数列 A072334)